# Ульмінський ВТТ
Ульмінський ВТТ (рос. УЛЬМИНСКИЙ ИТЛ, Ульминлаг) — підрозділ в системі Головного управління виправно-трудових таборів ГУЛАГ, спочатку Міністерства Юстиції, а після реформування правоохоронної системи — в структрурі Міністерства внутрішніх справ.

## Історія
Улмінлаг був створений 14.05.53 (перейменований з БУДІВНИЦТВА 508 і ВТТ). Управління Ульмінлага розташовувалося в місті Совєтська Гавань, Хабаровський край.
Основним видом виробничої діяльності ув'язнених була участь у будівництві та розвитку порту Ваніно. Сюди входили роботи БУДІВНИЦТВА 508, а з 12.02.54 і Ванінського ВТТ.
Максимальна одноразова кількість ув'язнених могло становити більше 14 500 чоловік.
Ульмінлаг був розформований в 1954 році.